# Coliziunea sateliților din 2009

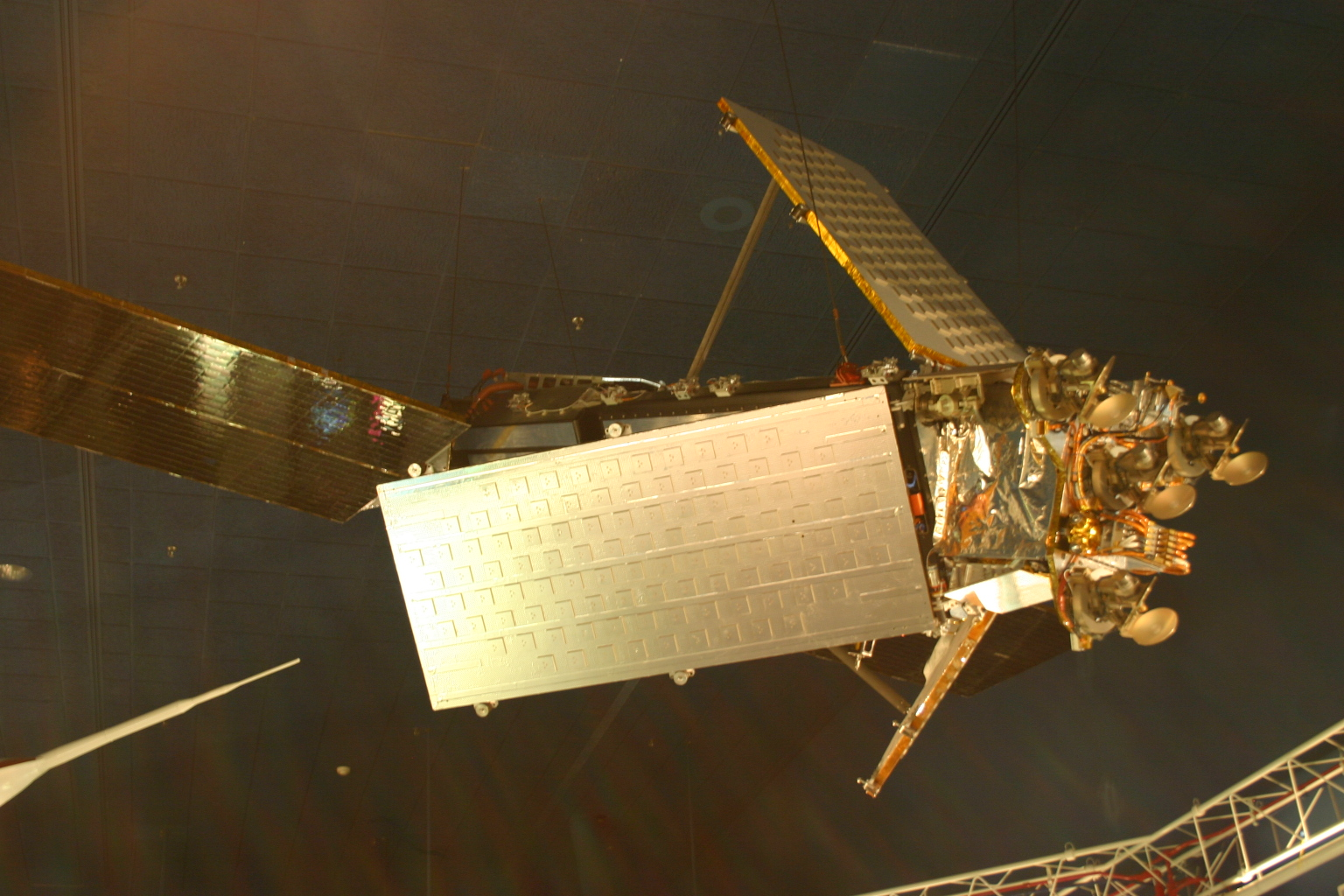
O replică a unui satelit Iridium

Coliziunea sateliților din 2009 a fost prima ciocnire majoră neintenționată dintre doi sateliți artificiali care orbitau în jurul Pământului. Coliziunea s-a produs pe 10 februarie 2009 la ora 16:56 UTC la 789 km deasupra Peninsulei Taimîr, în Siberia. Viteza sateliților în timpul coliziunii a fost estimată la 11,7 km/s.

## Coliziunea

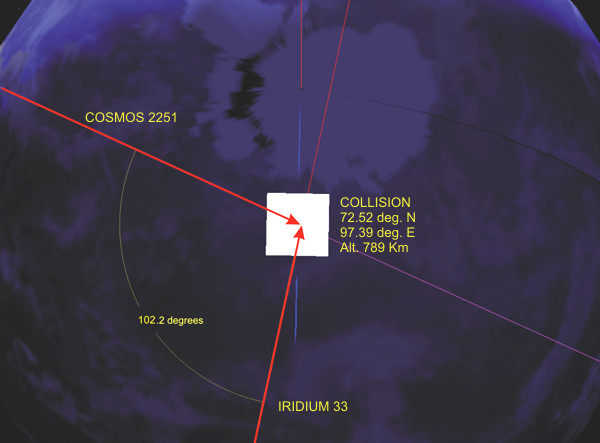
Diagramă a coliziunii

Ciocnirea a implicat sateliții Iridium 33 și Kosmos-2251, deținuți de Iridium Satellite LLC și de Forțele Aeriene Ruse, aceștia fiind distruși în totalitate. În timp ce satelitul Iridium a fost operațional până la momentul impactului, satelitul rus era scos din uz de mai mulți ani. Kosmos-2251 a fost lansat în 1993, iar funcționarea sa a încetat doi ani mai târziu. Rusia nu a comentat acuzațiile referitoare la faptul că satelitul a fost scăpat de sub control.
NASA a raportat că în urma evenimentului a rezultat o mare cantitate de deșeuri. Conform informațiilor din martie 2010, U.S. Space Surveillance Network a catalogat 1740 de resturi ale coliziunii, în timp ce alte 400 de rămășițe așteaptă catalogarea. Agenția spațială americană a precizat că riscul pentru Stația Spațială Internațională, care orbitează la o distanță de aproximativ 430 km sub punctul de coliziune, este minim, așa cum s-a întâmplat și în cazul lansării programate la sfârșitul lunii februarie a anului 2009. Totuși, oameni de știință chinezi au susținut că resturile pun în pericol sateliții de orbită solar-sincronizată ai Chinei aflați în acel moment în spațiu.
Câteva coliziuni mai mici au avut loc înaintea acesteia, incluzând coliziunea dintre naveta DART și MUBLCOM, dar și cele trei ciocniri ale stației spațiale Mir cu navetele Progress M-24, Progress M-34, și Soyuz TM-17, survenite în timpul încercărilor de cuplare. De asemenea, în 1996, satelitul Cerise s-a ciocnit cu resturi spațiale.

## Aparatele de zbor
Kosmos-2251 era un satelit de comunicație din constelația de sateliți Strela cu o masă de 900 de kilograme. A fost lansat de pe o rachetă Kosmos-3M pe 16 iunie 1993. A fost scos din uz înainte de ciocnire, rămânând pe orbită ca deșeu spațial.
Iridium 33, un satelit de 560 de kilograme, care făcea parte din constelația Iridium formată din 66 de sateliți de comunicații, a fost lansat pe 14 septembrie 1997, cu o rachetă Proton.